# Mihail Leontyjevics Mil
Mihalil Leontyjevics Mil (oroszul: Михаил Леонтьевич Миль; Irkutszk, 1909. november 22. – Moszkva, 1970. január 31.) szovjet mérnök, helikoptertervező, a „Mi” típusjelű helikopterek főkonstruktőre.

## Élete
Már gyerekkorában repülőmodellezéssel foglalkozott. Tizenkét éves korában díjat nyert az egyik modelljével Tomszkban. 1925-ben kezdte tanulmányait a Szibériai Gépgyártástechnológiai Főiskolán (ma Tomszki Műszaki Egyetem) Tomszkban, de ideológiai okokból – apja rabbi volt – hamarosan kizárták. Ezután Novoszibirszkbe ment, ahol egy évig egy bőrgyár laboratóriumában dolgozott, majd onnan Novocserkasszkba költözött, ahol sikerült bejutnia a Doni Műszaki Főiskolára.
1931-ben fejezte be főiskolai tanulmányait, és a szovjet repülőgépipar egyik fő kísérleti központjában, a Központi Aero- és Hidrodinamikai Intézetben (CAGI) kezdett el dolgozni. Nyikolaj Kamov helyetteseként részt vett az A–7, A–12 és A–15 autogiró kifejlesztésében. A második világháború alatt, 1941–1943 között az üzemeket evakuálták a keleti területekre, így Mil a Szverdlovszki területen található Bilimbaj faluba került, ahol repülőgépek fejlesztésével foglalkozott.
1947-ben Mihail Mil egy helikopterek kifejlesztésére Moszkvában létrehozott tervezőiroda főkonstruktőre lett. 1951-ben vezetésével hozták létre az első szovjet sorozatban gyártott helikoptert, a Mi–1-et. 1964-ben kinevezték az OKB–329 tervezőiroda vezetőjévé. Nevéhez fűződik a Mi–2, Mi–4, Mi–6, Mi–8, Mi–10, Mi–12 és a Mi–24 helikopter tervezése. Utolsó munkája a kétrotoros V–12 (Mi–12) helikopter volt, amelynek első kísérleti repülésére már Mil halála után került sor. A Moszkvai Helikoptergyár későbbi gyártmányai is megtartották a „Mi” típusjelet.
1970. január 31-én hunyt el Moszkvában. A Mil helikoptereket gyártó Moszkvai Helikoptergyár viseli a nevét.